# Gurgler Eissee

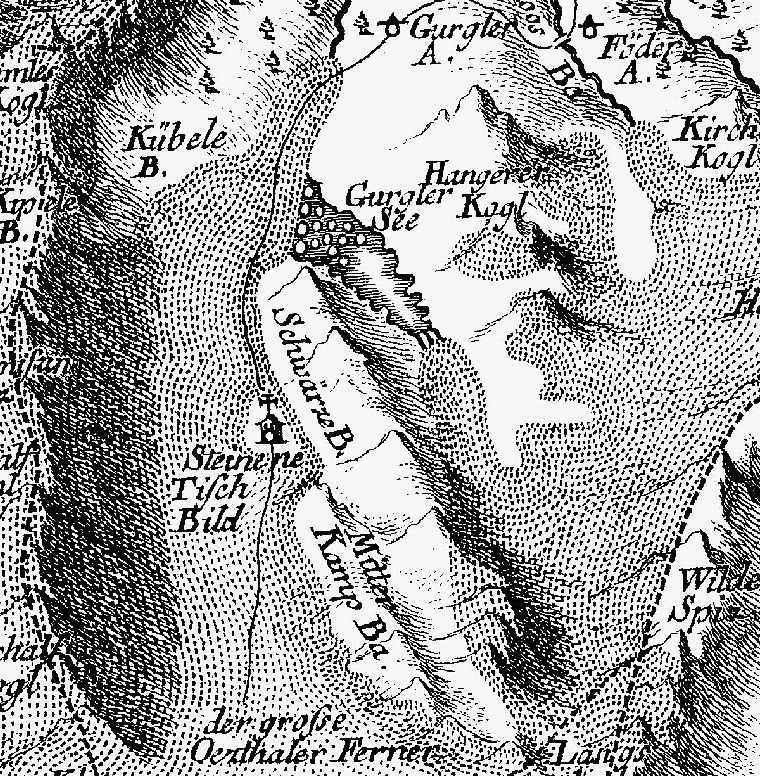
Der Gurgler See im Atlas Tyrolensis (1774)

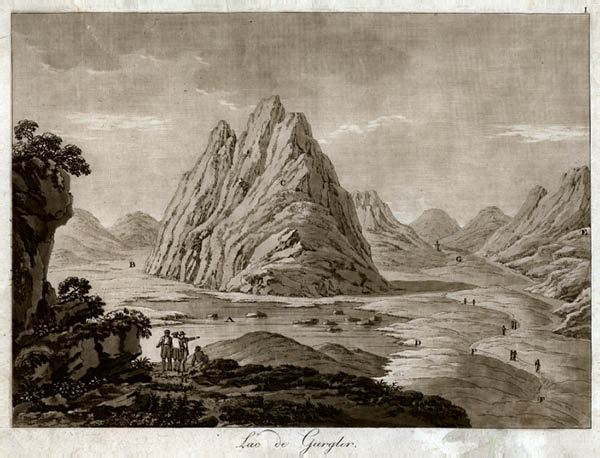
Der Gurgler Eissee im Jahre 1770

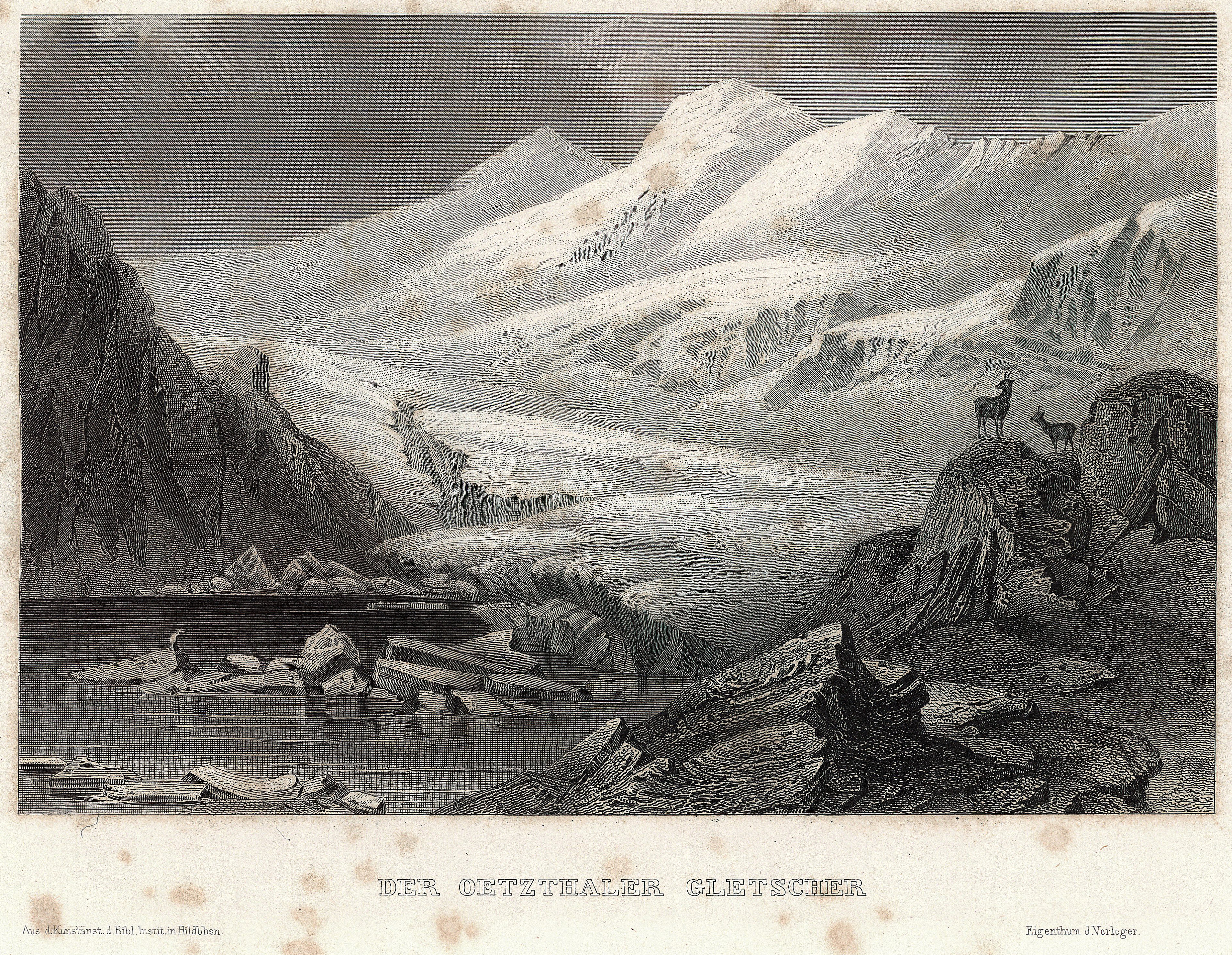
Der Ötzthaler Gletscher (heute Gurgler Ferner), links der Gurgler Eissee. Meyers Universum, 1860.

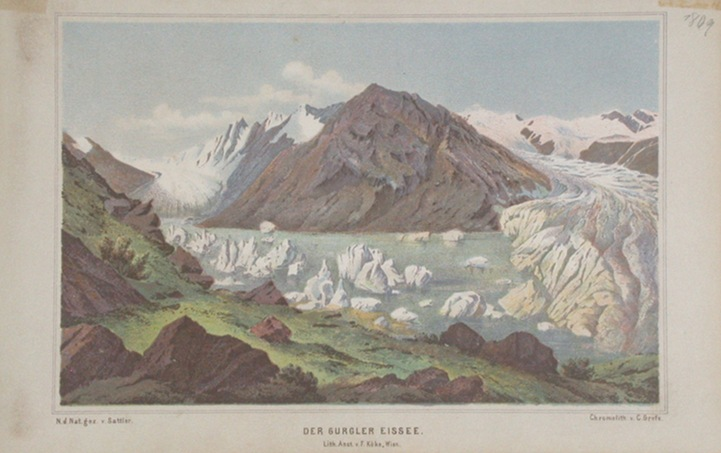
Der Gurgler Eissee, Farblithografie von Conrad Grefe, 1869

Der Gurgler Eissee, auch als Gurgler See, Gurgler Lacke oder Langthaler Eissee bezeichnet, war ein vom 18. bis ins frühe 20. Jahrhundert häufig aufgetretener Eisstausee im hinteren Gurgler Tal in den Ötztaler Alpen in Tirol.

## Bildung des Eissees
Der Gurgler Ferner stieß in der Kleinen Eiszeit meistens so weit vor, dass er das von Süden ins Gurgler Tal einmündende Langtal absperrte und den Abfluss vom Langtaler Ferner verhinderte. Dadurch wurde ein See von bis zu 1,2 km Länge und einem Volumen von bis zu 12 Millionen m³ aufgestaut. Bei Vollstau lag der Seespiegel in einer Höhe von rund 2425 m und reichte bis zur Zunge des Langtaler Ferners zurück.
Der See floss in der Regel langsam aus, anders als bei den katastrophalen Ausbrüchen des Rofener Eissees kam es meist nur zu vergleichsweise geringen Schäden wie verwüsteten Feldern oder zerstörten Brücken. Der Grund dafür ist der unterschiedliche Aufbau des Eisdamms: Während der Damm des Rofener Eissees aus lose übereinandergehäuften Eisblöcken bestand, wurde der Gurgler Eissee durch einen kompakten Eiskörper gestaut.

## Chronik

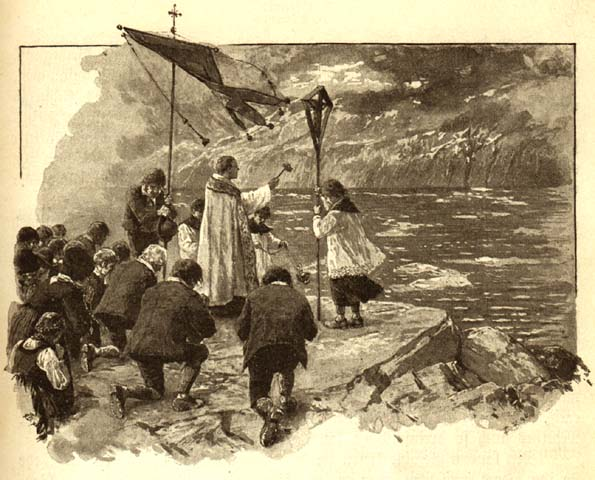
Bittgang zum Steinernen Tisch (1717)

Über die Bildung des Gurgler Eissees wird erst seit dem 18. Jahrhundert berichtet. Im Jahr 1716 bildete sich der Eissee mit einer Länge von rund 1,2 km, einer Breite von rund 500 m, und einer Tiefe von rund 190 m. In der Nacht vom 29. auf den 30. Juni 1717 entleerte sich der See in 18 Stunden fast vollständig, ohne größere Schäden anzurichten. Am 2. Juni 1718, 16. Juli 1718 und am 10. Juni 1724 kam es wiederum zu langsamen Entleerungen mit geringen Schäden im Ötztal. In den darauffolgenden Jahren war der See zwar vorhanden, aber so unbedeutend, dass er nicht weiter beachtet wurde. Meistens floss der See um Johannis (24. Juni) gefahrlos ab.
Erst 1771 erreichte der See wieder eine außergewöhnliche Größe. Im Sommer 1772 wurde der Eissee von Joseph Walcher aus Wien neben dem Rofener Eissee eingehend studiert. In seinem 1773 erschienenen Buch Nachrichten von den Eisbergen in Tyrol beschrieb er die Phänomene und sammelte Hinweise über die früheren Ausbrüche der beiden Seen.
Im Atlas Tyrolensis von Peter Anich und Blasius Hueber von 1774 findet sich der Eissee als Gurgler See eingezeichnet, der vom großen Oezthaler Ferner (Gurgler Ferner) aufgestaut wird. Er ist im äußeren Teil mit Eisschollen bedeckt und reicht fast bis zum Langtaler Ferner zurück, von dem drei kurze Bäche in den See münden.
In den Jahren 1817, 1834, 1850 und 1867 kam es wieder zum Aufstau eines bedeutenden Sees, der 1834 und 1867 mit Schäden ausbrach. 1850 reichte er bis zum Langtaler Ferner zurück, der in den See kalbte. Ab der Mitte des 19. Jahrhunderts kam es aufgrund des Rückzugs der Gletscher zu keinen Ausbrüchen mehr. Der Eissee trat zuletzt im Jahr 1915 auf.
Auch wenn es nie zu Ausbrüchen mit massiven Zerstörungen kam, lebte die Bevölkerung im 18. Jahrhundert in ständiger Angst davor. Um die Gefahr abzuwenden, wurden regelmäßig Bittgänge zum „Steinernen Tisch“, einem Felsen am Rand des Gletschers, abgehalten und dort eine Messe gelesen. Später wurde dort eine kleine Kapelle errichtet. Mit der Zeit verlor der Eissee seinen Schrecken, so wurde er Ende des 19. Jahrhunderts als prächtiges Naturschauspiel und lohnendes Ausflugsziel beschrieben und insbesondere von Landschaftsmalern aufgesucht.